# 姐妹 (马来西亚电影)
《姐妹》（英語：Two Sisters）是一部2019年马来西亚心理恐怖华语片。讲述一对姐妹，在妹妹从精神病院出院后，两人团聚并回到废弃闹鬼的旧家，揭开她们多年来隐瞒的家族悲惨秘密。本片由李添兴执导，林佩琦和林美芬领衔主演，于2019年4月18日在大马上映。

## 剧情
一对姐妹美思（林佩琦饰）与美悦（林美芬饰）因自小抹不去的童年阴影，分别拥有了不同的人生，多年后妹妹从精神病院出院，并与姐姐重新团聚，为了揭开俩人心中诡异的谜团，她们决定再度搬回废弃许久的祖屋，随之妹妹在家中再次经历灵异事件并陷入歇斯底里后，隐藏在家族背后的悲惨事件也因此揭开。

## 演员
- 林佩琦 饰 美思，姐姐
- 林美芬 饰 美悦，妹妹
- 洪紫涵
- Angelyna Khoo
- 陈立扬
- Venice Ng
- Adery Chin
- Chai Zi
- William Boo
- Paige Chan
- Julianne Tan
- 蔡炜祥
- Tan Li Yang

## 制作、发行
本片的制作费于其它本地电影相比，较低成本，大约26到30萬令吉。该片是Kuman Pictures的第一部电影，此制作公司成立于2018年，宗旨为制作本地低成本、各种类型的恐怖与惊悚片。
本片的配乐，由尼克戴维斯负责，并在2019年的第30届马来西亚电影节上荣获最佳原创音乐。除配乐获奖之外，本片也入围了最佳电影海報（方德喜）和最佳女主角奖（林佩琦）两个奖项。